# Pablo Vizcaíno Prado
Pablo Vizcaíno Prado (* 22. Juni 1951 in Guatemala-Stadt, Guatemala) ist Bischof von Suchitepéquez-Retalhuleu.

## Leben
Pablo Vizcaíno Prado empfing am 19. März 1980 durch den Bischof von Zacapa, Rodolfo Quezada Toruño, das Sakrament der Priesterweihe und wurde in den Klerus des Erzbistums Guatemala inkardiniert.
Am 31. Dezember 1996 ernannte ihn Papst Johannes Paul II. zum Bischof von Suchitepéquez-Retalhuleu. Der Erzbischof von Los Altos Quetzaltenango-Totonicapán, Victor Hugo Martínez Contreras, spendete ihm am 8. März 1997 die Bischofsweihe; Mitkonsekratoren waren der Apostolische Nuntius in Guatemala, Giovanni Battista Morandini, und der Bischof von Jalapa, Jorge Mario Ávila del Águila CM.